# Västlig gytterlav
Västlig gytterlav (Pannaria rubiginosa) är en lavart som först beskrevs av Thunb. ex Ach., och fick sitt nu gällande namn av Delise. Västlig gytterlav ingår i släktet Pannaria och familjen Pannariaceae.  Arten är reproducerande i Sverige. Inga underarter finns listade i Catalogue of Life.